# تجمع بدو وادي حراد (تريم)
'

تعديل مصدري - تعديل

تجمع بدو وادي حراد هي إحدى قرى عزلة تريم بمديرية تريم التابعة لمحافظة حضرموت، بلغ تعداد سكانها 30 نسمة حسب تعداد اليمن لعام 2004.